# ائوس (اسطوره)
ائوس (به یونانی: Ηως, Êôs) در دین و اسطوره‌شناسی یونانی، ایزدبانو و تجسم شخصیت سپیده‌دم، که هر روز صبح از خانهٔ خود در لبهٔ رودهای اوکئانوس در آسمان طلوع می‌کرد و با اشعهٔ نور خود تاریکی را از شب پاک می‌نمود. در سنت و اشعار یونانی، او به عنوان ایزدبانویی با عطش جنسی فراوان توصیف می‌شود که برای ارضای خود معشوقه‌های انسانی بی‌شماری را در اختیار می‌گرفت و برای آن‌ها چندین فرزند به دنیا می‌آورد. ائوس فرزند هیپریون و تئا، و خواهر کوچکتر هلیوس (خورشید) و سلنه (ماه) بود. در روایات نادرتر، او دختر پالاسِ تیتان است. هر روز او ارابه دو اسبه خود را می‌راند و نویدبخش آغاز روز جدید و ورود برادرش است. او با آورورا در اسطوره‌شناسی روم باستان و ایزد ریگ‌ودایی اوشه قابل قیاس است و رابطهٔ نزدیکی با الههٔ بسیار کهن روز یونانی، همرا داشت. ائوس همچنین به عنوان یکی از تیتان‌های نسل دوم به‌شمار می‌رفت. او را برخی مواقع سوار بر ارابه‌ای زرین که توسط اسب‌های بالدار حرکت می‌کرد، به تصویر کشیده می‌شد و در زمان‌های دیگر او را به همراه یک جفت بال در هوا نشان می‌دادند.
ائوس چندین مرتبه شیفتهٔ مردان فانی شد و آن‌ها را به شیوه‌ای مشابه ایزدان مذکر که زنان فانی را اغوا می‌کردند، می‌ربود. نامدارترین معشوق فانی او، شاهزاده تروا، تیتون است که او موهبت جاودانگی را برای او تضمین کرد، اما نه جوانی ابدی، که منجر به پیری او بدون مرگ برای ابدیت شد. در روایتی دیگر، او سفالوس آتنی را برخلاف میلش ربود، اما در نهایت او را رها کرد زیرا سفالوس مشتاقانه آرزوی بازگشت به همسرش را داشت، هرچند پیش از آن سفالوس را نزد همسرش بدنام کرد و منجر به جدایی این زوج شد. شاعران مختلف در طول قرن‌ها، چندین معشوق و داستان عاشقانه دیگر با انسان‌های فانی و ایزدان را به این الهه نسبت داده‌اند.
ائوس در بسیاری از آثار ادبی و اشعار باستان حضور دارد، اما با وجود ریشه‌های نیاهندواروپایی او، شواهد کمی وجود دارد که نشان دهد ائوس در دوران کلاسیک فرقه‌ای داشته یا مورد پرستش قرار گرفته است.

## معشوقه‌ها و فرزندان
از آسترائوس صاحب چهار فرزند باد به نام‌های: بورئاس، ائوروس، زفیروس و نوتوس شد. افسانه‌هایی که ائوس در آن‌ها نقش داشت، تقریباً به‌طور کامل شامل توطئه‌های عشقی او می‌شد. او نخست با آرس ایزد جنگ همخواب شد، که این مسئله خشم آفرودیته را دربرداشت و برای مجازات او را تبدیل به یک بیش‌فعالی جنسی کرد. معشوقه‌های دیگر او شامل شکارچی، فایتون، کفالوس و تیتون بودند، که سه تن از آن‌ها به سرزمین‌های دور دست رانده شدند. گاهی اوقات، گفته می‌شد که هسپروس، فایتون و تیتونوس (متفاوت از معشوقش)، فرزندان ائوس از شاهزاده سفالوس آتنی هستند.
در تئوگونیا دربارهٔ او اینطور نوشته شده است: «و سپس اریجنیا ستاره اوزفورس را به دنیا آورد و نیز ستارگان درخشان را که بهشت و آسمان با آن‌ها تاجگذاری شد» و همین‌طور در ادیسه درباره‌اش آمده است: «روشن‌ترین تمام ستارگان که اغلب نور زودترین سپیده دم از آن اوست»